# 사시키역
사시키역(일본어: 佐敷駅)은 일본 구마모토현 아시키타군 아시키타정에 있는 히사쓰 오렌지 철도 히사쓰 오렌지 철도선의 철도역이다.

## 역 구조
단선 승강장 1면 1선과 섬식 승강장 1면 2선 구조의 지상역이며 승강장은 과선교로 이어져 있다.
2004년부터 사실상 단선 승강장 2면 2선으로 운용된다.

### 타는 곳
| 1 | ■ 히사쓰 오렌지 철도선 | (상행) 야쓰시로 방면 |
| 1 | ■ 히사쓰 오렌지 철도선 | (하행) 미나마타 방면 |
| 2 | ■ 히사쓰 오렌지 철도선 | (하행) 미나마타 방면 |

## 역세권 정보
- 아시키타 정청

## 역사
- 1925년 4월 15일: 영업 개시.
- 1984년 2월 1일: 화물 취급 폐지.
- 1987년 4월 1일 - 민영화에 따라 규슈 여객철도의 소속이 되었다.
- 2004년 3월 13일 - 규슈 신칸센이 개통함으로, 히사쓰 오렌지 철도로 소속이 이관되었다.

## 인접 정차역
| 히사쓰 오렌지 철도 ■ 히사쓰 오렌지 철도선 | 히사쓰 오렌지 철도 ■ 히사쓰 오렌지 철도선 | 히사쓰 오렌지 철도 ■ 히사쓰 오렌지 철도선 |
| ----------------------------------------- | ----------------------------------------- | ----------------------------------------- |
| 우미노우라 야쓰시로 방면                  | 보통                                      | 유노우라 이즈미 방면                      |